# Kabinett Davíð Oddsson IV

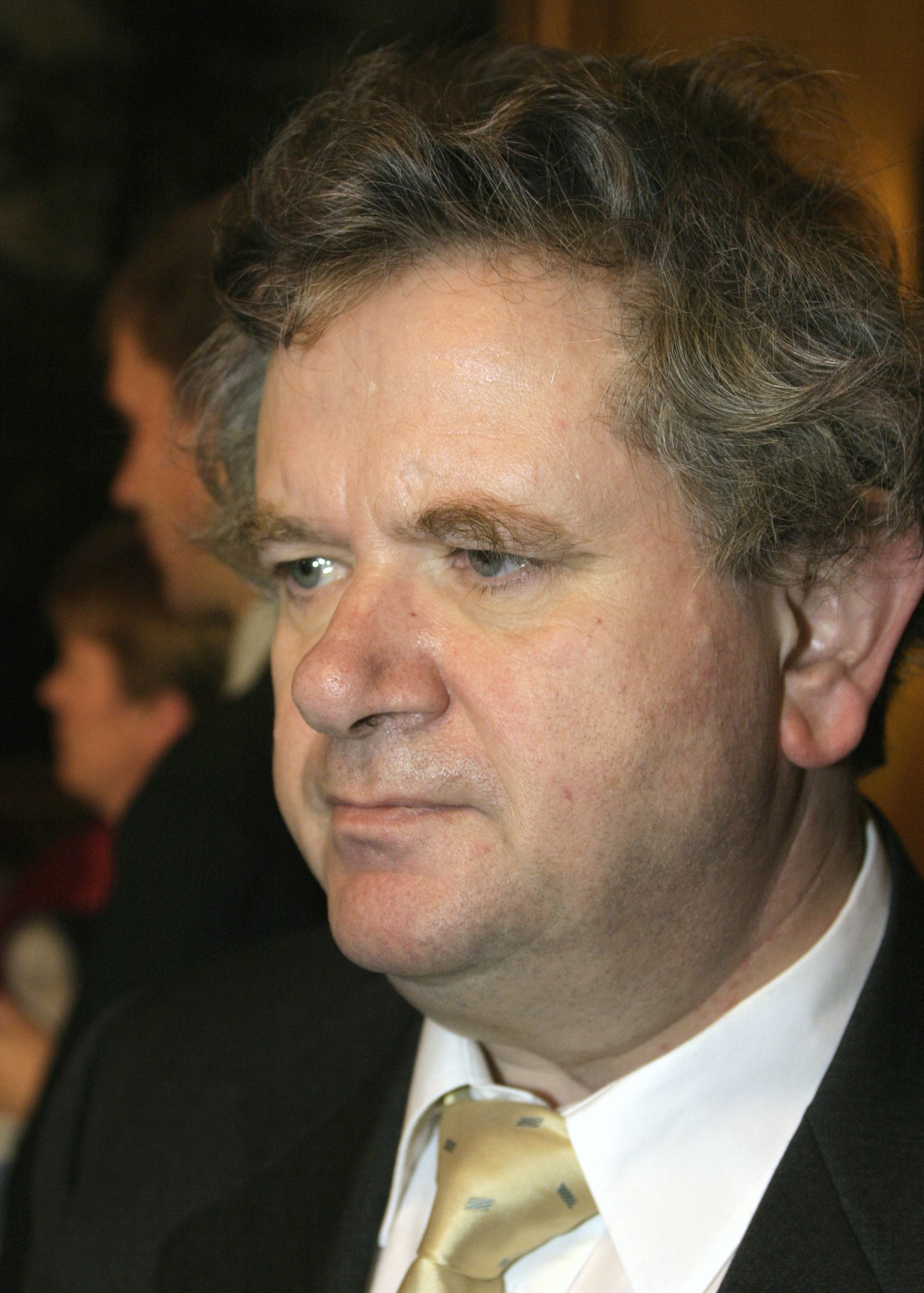
Davíð Oddsson war von 1991 bis 2004 Premierminister von Island und bildete in dieser Zeit vier Kabinette

Das Kabinett Davíð Oddsson IV war eine Regierung der am 17. Juni 1944 ausgerufenen Demokratischen Republik Island (isländisch Lýðveldið Ísland). Es wurde am 23. Mai 2003 gebildet und löste das Kabinett Davíð Oddsson III ab. Es blieb bis zum 15. September 2004 im Amt, woraufhin es vom Kabinett Halldór Ásgrímsson abgelöst wurde. 
Dem Kabinett gehörten Mitglieder der Unabhängigkeitspartei (Sjálfstæðisflokkurinn) sowie der Fortschrittspartei (Framsóknarflokkurinn) an.

## Regierungsmitglieder
| Amt                                                    | Amtsinhaber                                      | Beginn der Amtszeit            | Ende der Amtszeit                    |
| ------------------------------------------------------ | ------------------------------------------------ | ------------------------------ | ------------------------------------ |
| Premierminister                                        | Davíð Oddsson                                    | 23. Mai 2003                   | 15. September 2004                   |
| Minister für Statistik (Hagstofa Íslands)              | Davíð Oddsson                                    | 23. Mai 2003                   | 15. September 2004                   |
| Außenminister                                          | Halldór Ásgrímsson                               | 23. Mai 2003                   | 15. September 2004                   |
| Sozialminister                                         | Árni Magnússon                                   | 23. Mai 2003                   | 15. September 2004                   |
| Fischereiminister                                      | Árni M. Mathiesen                                | 23. Mai 2003                   | 15. September 2004                   |
| Justizminister und Minister für Kirchenangelegenheiten | Björn Bjarnason                                  | 23. Mai 2003                   | 15. September 2004                   |
| Finanzminister                                         | Geir Haarde                                      | 23. Mai 2003                   | 15. September 2004                   |
| Landwirtschaftsminister                                | Guðni Ágústsson                                  | 23. Mai 2003                   | 15. September 2004                   |
| Minister für Gesundheit und soziale Sicherheit         | Jón Kristjánsson                                 | 23. Mai 2003                   | 15. September 2004                   |
| Umweltministerin                                       | Siv Friðleifsdóttir                              | 23. Mai 2003                   | 15. September 2004                   |
| Verkehrsminister                                       | Sturla Böðvarsson                                | 23. Mai 2003                   | 15. September 2004                   |
| Bildungsminister Bildungsministerin                    | Tómas Ingi Olrich Þorgerður Katrín Gunnarsdóttir | 23. Mai 2003 31. Dezember 2003 | 31. Dezember 2003 15. September 2004 |
| Ministerin für Industrie und Handel                    | Valgerður Sverrisdóttir                          | 23. Mai 2003                   | 15. September 2004                   |